# Nekrilesti
Nekrilesti románul: Necrilești, falu Romániában, Erdélyben, Fehér megyében.

## Fekvése
Havasgáld közelében fekvő település.

## Története
Nekrilesti korábban Havasgáld része volt, 1910-ben 283 lakossal. 1956 körül vált külön, ekkor 564 lakosa volt.
1966-ban 317, 1977-ben 275, 1992-ben 215, a 2002-es népszámláláskor pedig 188 román lakosa volt.